# Минзухар
 Тази статия е за растението.  За селото в Южна България вижте Минзухар (село).  
Минзуха̀р (Crocus) е род многогодишни растения от семейство Перуникови (Iridaceae). Включва 240 вида разпространени от Средиземноморието до Централна Азия, с вторично разпространение в Северна Америка. Много от видовете са култивирани.

## Морфология
Стъблото е скъсено в многогодишна грудколуковица, като развива ефемероиден цветонос. Грудколуковицата е със свивателни корени, които при изсъхване я придърпват надолу във влажната почва през есента. Листата са линейни, плоски, с горна и долна повърхност. Характерен отличителен белег е бялата ивица по дължината на листа от горната му страна. Цъфтежът е кратък, от късната зима до края на пролетта, или през късната есен. Съцветието е скъсен монохазий, който развива 1 – 4 цвята. Околоцветникът е прост (перигон, без различими чашка и венче), сраснал в дълга тръбица, към отвора разделен на големи оцветени сегменти. Оцветяването на перигонните сегменти е специфично за всеки вид, като преобладават сините, белите и жълтите багри. Тичинките са 3, прашниците са дълги, разпукващи се по дължината, жълти или бели, рядко с черни петна. Стълбчето завършва с дялове (стилодии), които се различават при различните видове. Плодът е триделна кутийка, която се разпуква по шевовете. Семената са дребни, закръглени до цилиндрично-удължени, при много видове с мастен израстък (карункула), който е приспособление за разпространение с помощта на мравки (мирмекохория). Морфологичните белези за разпознаване са основно структурата на грудколуковицата, оцветяването на перигона и прашниците, оцветяването и формата на стилодиите.

## Видове
В българската флора се срещат 15 вида. Пролетните видове в България са 2 (с разнообразие в оцветяването на перигона), есенните са 3 (с основно синьо оцветяване на перигона). При ревизия на видовете в България е изключен видът Crocus biflorus, и на негово място са включени други 4 вида. Видът Crocus reticulatus е заменен от други 2 вида.
По съвременните представи, в българската природа се срещат следните видове:
- Адамовиден минзухар (Crocus adamioides)
- Александров минзухар (Crocus alexandri)
- Златистоцветен минзухар (Crocus chrysanthus)
- Дунавски минзухар (Crocus danubensis)

- Жълт минзухар (Crocus flavus)
- Хойфелов минзухар (Crocus heuffelianus)
- Оливиеров минзухар (Crocus olivieri)
- Паласов минзухар (Crocus pallasii)
- Бял минзухар (Crocus pallidus)
- Красив минзухар (Crocus pulchellus)
- Ранджеловичов минзухар (Crocus randjeloviciorum)
- Ибрахимов минзухар (Crocus speciosus subsp. ibrahimii)
- Томасиниев минзухар (Crocus tommasinianus)
- Пъстър минзухар (Crocus variegatus)
- Планински минзухар (Crocus veluchensis)

Промишлено култивиран в България е:
- Crocus sativus – шафранов минзухар, шафран

## Други
На минзухарите са наречени улици в кварталите „Лозенец“ (Карта) и „Горубляне“ (Карта) в София.